# Episodi di Workaholics (quinta stagione)
La quinta stagione della serie televisiva Workaholics, composta da 13 episodi, è stata trasmessa negli Stati Uniti, da Comedy Central, dal 14 gennaio all'8 aprile 2015.
In Italia è stata trasmessa su Comedy Central dal 3 al 12 marzo 2025.
| n° | Titolo originale      | Titolo italiano      | Prima TV USA     | Prima TV Italia |
| -- | --------------------- | -------------------- | ---------------- | --------------- |
| 1  | Dorm Daze             | Casino in dormitorio | 14 gennaio 2015  | 3 marzo 2025    |
| 2  | Front Yard Wrestling  | Wrestling casalingo  | 21 gennaio 2015  | 3 marzo 2025    |
| 3  | Speedo Racer          | La gara di nuoto     | 28 gennaio 2015  | 4 marzo 2025    |
| 4  | Menergy Crisis        | I Menergy            | 4 febbraio 2015  | 4 marzo 2025    |
| 5  | Gayborhood            | Il Pride Party       | 11 febbraio 2015 | 5 marzo 2025    |
| 6  | Ditch Day             | Giorno libero        | 18 febbraio 2015 | 5 marzo 2025    |
| 7  | Gramps DeMamp Is Dead | Nonno DeMamp è morto | 25 febbraio 2015 | 6 marzo 2025    |
| 8  | Blood Drive           | Donare per uno scopo | 4 marzo 2015     | 6 marzo 2025    |
| 9  | Wedding Thrashers     | Guasta-matrimoni     | 11 marzo 2015    | 10 marzo 2025   |
| 10 | Trivia Pursuits       | Quiz anni '80        | 18 marzo 2015    | 10 marzo 2025   |
| 11 | The Slump             | La crisi             | 25 marzo 2015    | 11 marzo 2025   |
| 12 | Peyote It Forward     | Peyote a lavoro      | 1º aprile 2015   | 11 marzo 2025   |
| 13 | TAC in the Day        | Un lunedì pazzesco   | 8 aprile 2015    | 12 marzo 2025   |